# 楠田亜衣奈
楠田 亜衣奈（くすだ あいな、1989年2月1日 - ）は、日本の声優、歌手、舞台女優。千葉県習志野市出身。μ'sのメンバーでもある。ジャストプロ及び、バップ（レコード会社）に所属。

## 経歴
声優を目指し、代々木アニメーション学院東京校に入学。 2010年、JTBエンタテインメントに所属。2013年、『ラブライブ!』の東條希役で声優デビュー、同時に『μ's』として音楽活動も開始。 2016年8月1日付でJTBエンタテイメントからダンデライオンへ移籍。2019年3月31日付で退所し、同年4月1日よりフリーとして活動する。
2022年1月12日よりジャストプロに所属。
著明な音楽活動としては先述の『μ's』他、2013年にAINA名義にて、Pileとユニット「Please & Secret」を結成。同年、国土交通省観光庁の『タビカレ』事業PRユニット「タビカレガールズ」メンバー（歴史・文化・アート 担当）に就任、同年11月6日にCDデビュー。
2015年、第9回声優アワードにて、μ'sの一員として歌唱賞を受賞。同年12月31日、μ'sの一員として第66回NHK紅白歌合戦に初出場した。
ソロ歌手としては、2015年にミニアルバム『First Sweet Wave』でメジャーデビューを果たす。

## 活動・人物

### 活動について
中学の頃、神谷明の公演を見てその凄さに圧倒され、自分には声優は無理だと感じたとのことだが、高校進学後、竹内順子の舞台などを観に行くにつれて、無理でも頑張ってみようと改めて声優を目指すようになった。
2017年夏のインタビューにおいて、声優（あるいは歌手）の経験を積む過程で、「仕事って『好き』が大事だと思う。何をするか、何を選ぶかっていうのも『好きなもの』が自分にとっての正解なのかなって思います」「お芝居が好きで始めた声優というお仕事なので、好きな仕事で人生を全うしたい」と思うようになったことを述べている。また、歌手としての活動姿勢においても、「私、こういうのが好きなの。みんなも楽しいでしょ？」という思いをファンの人に自分からより積極的に発信したいと思うようになった、と述べている。
自身が目指す音楽性やライブについて、「曲は前向きな方が好きなんです。やっぱり音楽に励まされることって、私も多くて。そういう曲（聴いていてポジティブになれる曲）が歌えたらなって」「歌だけの表現というより、体も使って皆さんに（思いを）伝えたいなって」と述べている。また、自身の歌手活動における目標として、「とにかく楽しくマイペースに、頑張りすぎずにそのときの私を表現できるようなアーティストになれたらなって。それで自分の感じたこと、見たことをファンの皆さんと共有できたら幸せなのかなって思います」と述べている。
影響を受けた人物としてYUIを、好きな人物としてE-girlsを、それぞれ挙げている。理由としては、YUIは、「まっすぐな想いを伝える歌がかっこいい」と感じることから、E-girlsは、「ダンスは激しいけど女の子らしくてかわいい」からと述べている。
インタビューにおいて、ダンスが得意であることと、好きな音楽としてダンス・ミュージックを挙げていることをしばしば述べている。
CDのリリースイベントでは、無料で観覧できるミニライブの後、CDを一枚買うと、特典として「カツ」を入れて「応援」してもらえるという『くっすんサポーター応援会』いわゆる「カツ入れイベント」が恒例となっている。1st、2ndアルバムのリリースイベントではピコピコハンマーで、3rdアルバムではビッグカツを渡すことでカツ入れを行った。

### 人物的特徴等
自身の性格について、「人見知り」、「根は暗い」と述べている。本人曰く、声優デビューする以前は「ジャックナイフのような、尖ってガツガツした性格」だったというが、声優（及び歌手）としての経験を積む過程で、「視野が拡がって、プラスに思うことができるようになった」とのことである。
先述のように、ダンスが得意である。5歳の頃からジャズ、ヒップホップ、タップ、クラシックバレエなどダンスを一通り習っている。
本人曰く、飛行機に乗るときは、「悔いはない！」といつも自分自身に言い聞かせて乗るという。理由として、人間はいつ死ぬかわからないと思うから、常にいまそのときの自分に満足して生きていたいと思うから、と述べている。
剣道初段。サッカー観戦が好きであるという。サッカー観戦が好きな事は、後にやべっちスタジアムのナレーションの仕事に繋がっている。
甲殻類アレルギーでカニやエビが食べられない。

## μ'sとして
声優としてのデビュー作は『ラブライブ!』である。本人曰く、「事務所に入って間もなくで、入って1週間くらいで受けたオーディション」とのこと。
μ'sとして得たこと、及び自身にとってのμ's（あるいは、演じた役である東條希）とは、ということについては、
- 「（作品を通して）お芝居に対する姿勢だったり、役への思いだったりとか、変わってないことなんかないくらい変わりましたね。ひとつひとつがわたしにとって財産です」[26]
- 「私にとって、『ラブライブ!』と東條希は、やっぱり、どうしても特別な存在で、あたりまえの存在。今まで、ずっと隣にいて。辛いこと、楽しいこと、悔しいこと全部、いろんな経験を一緒にしてきました」[25][注 5]
- 「（『ラブライブ!』、及びμ'sとは）『愛と奇跡の物語』」[27][注 6]
- 「（希は）『戦友』（のような存在）。希が成長したからこそ私も成長できた」[28]
- 「（活動を振り返って）無知は強い武器だなって。だから、ミュージックステーションや紅白歌合戦（に出演したとき）はドキュメント番組を観ている（ような感覚で）忙しくて実感がわかなかった」[28]
- 「（μ'sのメンバーは）友達というよりは6年間の部活を共にした仲間みたいな（存在）。これからも一生切れない絆みたいなのはきっとあるんじゃないかなと」[28]

等と述べている。本人曰く、声優をもともと目指していた一方で、μ'sの一員になる当初は歌手を目指していた訳ではなかったのことだが、『ラブライブ!』を通して歌うことの楽しさを知ったこと、及び歌手活動を始めるきっかけになったと述べている。

## 出演
太字はメインキャラクター。

### テレビアニメ
2011年
- いぬまるだしっ（幼稚園児）
- 輪るピングドラム（大人、子供）

2012年
- GON -ゴン-（カエル）

2013年
- 蒼き鋼のアルペジオ -アルス・ノヴァ-（生徒B）
- うたの☆プリンスさまっ♪ マジLOVE2000%（子供）
- カーニヴァル（ナース）
- ラブライブ!（2013年 - 2014年、東條希） - 2シリーズ
- レゴ フレンズ 〜ともだちキラキラ!ものがたり〜（サーシャ、女性店員）

2014年
- おじゃる丸（自転車）
- ガールフレンド（仮）（皆口英里）
- ハマトラ（女子高生A、女子アナ、子供A、フリーマムA） - 2シリーズ
- 普通の女子校生が【ろこどる】やってみた。（三ヶ月加奈）
- プリパラ（定子、女子生徒） - 3シリーズ
- 毎度！浦安鉄筋家族（鈴木フグオ、大沢木裕太、野村幸子）

2015年
- GATE 自衛隊 彼の地にて、斯く戦えり（2015年 - 2016年、デリラ） - 2シリーズ
- にゅるにゅる!!KAKUSENくん 2期（ニュルりん）
- ミリオンドール（すう子）

2016年
- SUPER LOVERSシリーズ（雅美） - 2シリーズ
- リルリルフェアリル（2016年 - 2018年、ローズ、ネコ婦人、ルカ、おまめ、ぶんた、シィプ先生、ブルーベリー、ウィンド、花の子） - 3シリーズ
- ろんぐらいだぁす!（佐伯美弥）

2017年
- まけるな!!あくのぐんだん!（第7話ナレーション）

2018年
- レディスポ（マリー）
- FAIRY TAIL（少年ゼレフ）

2022年
- アストロロロジー 〜おかしな12星座うらない〜（さみー〈かに座〉）

2025年
- 最強の王様、二度目の人生は何をする?（メイド長）

### 劇場アニメ
- 聖☆おにいさん（2013年）
- ラブライブ!The School Idol Movie（2015年、東條希[38]）
- 映画プリパラ み〜んなのあこがれ♪レッツゴー☆プリパリ（2016年、定子[39]）
- RE:cycle of the PENGUINDRUM [後編] 僕は君を愛してる（2022年）

### OVA
- ラブライブ!（2010年 - 2016年、東條希） - 7作品
- 普通の女子校生が【ろこどる】やってみた。 クリスマススペシャル（2015年、三ヶ月加奈）

### ゲーム
2012年
- ガールフレンド（仮）（2012年 - 2023年、皆口英里）

2013年
- 神様と運命革命のパラドクス（綾小路シェリエル）
- ラブライブ! スクールアイドルフェスティバル（2013年 - 2023年、東條希）

2014年
- 神様と運命覚醒のクロステーゼ（綾小路シェリエル）
- 禁断召喚!サモンマスター（レイラ）
- ラブライブ! School idol paradise（東條希）

2015年
- ケイオスドラゴン 混沌戦争（イザナ、マリアローゼ）
- チェインクロニクル（出戻りの少女チル）
- 刻のイシュタリア（2015年 - 2018年、月の姫兎サキムニ、盲愛の妖精リャノン、智力の賢神オーディン）
- ビーナスイレブンびびっど!（茂木つみき、アーチェ）
- ブレイドクロニクル（テンショウ）
- ウチの姫さまがいちばんカワイイ（魔皇姫 ルシアン・ルーチェ）

2016年
- ソラヒメ ACE VIRGIN -銀翼の戦闘姫-（キ44二式戦闘機 鍾馗）
- ドリフトガールズ（森江莉乃）
- バレットガールズ2（香坂千晴）

2017年
- 編隊少女 -フォーメーションガールズ-（マルグリット・アウエンミュラー）
- アンジュ・ヴィエルジュ〜ガールズバトル〜（ウルリカ）

2018年
- ぷちぐるラブライブ!（東條希）

2019年
- チェインクロニクル（2019年 - 2024年、イドゥベルガ、プレイアディス、リブラビス、ヒルダ、ボタン）
- グランブルーファンタジー（東條希）
- ラブライブ! スクールアイドルフェスティバル ALL STARS（2019年 - 2023年、東條希）

2020年
- エースヴァージン：再出撃（キ44二式戦闘機 鍾馗）

2021年
- ラブライブ!スクールアイドルフェスティバル 〜after school ACTIVITY〜 わいわい!Home Meeting!!（東條希）

2022年
- 異世界に飛ばされたらパパになったんだが 〜 精霊騎士団物語 〜（ヒカリ）

2023年
- ラブライブ! スクールアイドルフェスティバル2 MIRACLE LIVE!（2023年 - 2024年、東條希）

### ラジオドラマ・ドラマCD
- 魔術士オーフェン しゃべる無謀編 5・7（2013年、マリー[68]、エリッセ・スカイランド[69]）
- わーなびっ.jk（2013年、佐々中むつ[70]）
- ろんぐらいだぁす!（2015年、佐伯美弥）
- Z/X NF DramaCD 10「紅姫哀詩」（2016年、ポピー[71]）
- アイショタ idol showtime 1 - 5（2019年 - 、楠剣太[72]）
- ミリオンドール 第6巻付属ドラマCD「ミリオンドールnextbeat」（2020年、すう子）
- 朗読LIVE「The beginning of play list ～はじまりは、とあるライブハウスで～」ドラマCD（2020年、朝野アミ）
- 朗読劇「あの星に願いを」ドラマCD（2021年、山口星羅）
- ろんぐらいだぁすとーりーず！（2021年、佐伯美弥）

### 吹き替え
- ビッグフット 猿人（生徒）

### デジタルコミック
- 人形峠(2018年、夏目美海[73]）

### ラジオ
※はインターネット配信。
- りかこ&あいなの今夜もあなたにチェックイン（2013年 - 2016年、ニコニコチャンネル※、WALLOP※）
- RADIOアニメロミックス ラブライブ！〜のぞえりRadio Garden〜（2014年 - 2015年、文化放送）
- 楠田亜衣奈・渡部優衣の気分上等↑↑（2014年 - 2021年、超!A&G+※[74]・ニコニコチャンネル※）
- ミリオンドール 〜リアルすぎるアイドルラジオ〜（2015年、ラジオ大阪、文化放送 超!A&G※、ニコニコチャンネル※）
- 楠田亜衣奈と楠浩子の「くす×くすHOUSE」（2016年 - 2019年、ニコニコチャンネル※、WALLOP※）
- 山口立花子&楠田亜衣奈の今チェキAR（2017年 - 、ニコニコチャンネル※、periscope※）
- 楠田亜衣奈の「あいなの部屋」（2018年 - 2022年、ニコニコチャンネル※・WALLOP※）

### ナレーション
- バナナマンのドライブスリー（2019年5月8日、テレビ朝日）
- かまいガチ（2021年9月3日、テレビ朝日）
- やべっちスタジアム（2021年6月6日、2022年2月27日、8月7日、DAZN）
- マンガ、鬼ほど好きなんで（2023年1月9日、2023年1月16日、TOKYO MX）

### テレビ番組
※はインターネット配信。
- うっちー&くっすんの 〇〇ないと☆（2011年 - 2014年、アメスタ※）
- ニコ生ラブライブ！アワー のぞほの☆バラエティボックス（2015年、ニコニコ生放送※）

### CM
- タカシマヤ 母の日 2015 「明るいお母さんが大好き。」（2015年、お母さん、おばあちゃん、娘、店員[75]）
- 代アニ「卒業生声当てクイズ」篇 第一弾（2016年[76]）

### 映像商品
- 金朋声優ラボ Vol.4（2014年）ゲスト[77]

### 舞台
2010年
- 一歩堂2010年新春公演『ぐつぐつ』 （1月28日 - 31日、新宿・シアタープラッツ）カナ 役
- 一歩堂2010年秋期公演『シンデレラは生きていた改め 小鹿のゾンビは可愛いなのオーディション』 （9月9日 - 13日、アイピット目白）tomomi 役

2013年
- J-VOICE PJT 第2回公演 活読劇『真夏の奇跡』（8月3日、板橋区立文化会館小ホール）謎の少年 役

2015年
- J-VOICE PJT 第4回公演 朗読劇『ハックルベリーにさよならを』（12月18日 - 19日、東京グローブ座）ケンジ 役

2016年
- bpm EXTRA STAGE『ESORA』（9月8日-15日、全労済ホール/スペース・ゼロ）リドリー・エメリッヒ 役

2018年
- 劇団岸野組『石川五右衛門外伝　東京2018冬』（11月25日 - 12月2日、俳優座劇場）ぎいく 役

2019年
- 謎解き×リーディング=Theatrick vol.2『リブラ！〜Living in her Brain〜』（1月29日 - 2月3日、シダックスカルチャーホール）川辺すみれ 役
- DisGOONie『PHANTOM WORDS』（3月15日 - 24日、ヒューリックホール東京）呂雉 役
- 演劇集団Z-Lion『a Novel 文書く show』（5月29日 - 6月2日、東京：俳優座劇場 / 6月4日 - 5日、名古屋：東別院ホール / 6月7日 - 9日、大阪：ABCホール）美奈 役
- みなぷろ mi(N)na produce.イベント『～いろいろ詰め込んでみました!～』（9月7日 - 8日、北沢タウンホール）バイト先の子 役
- 謎解き×リーディング=Theatrick vol.2.1『リブラ！〜the Lie for Bracing you〜』（9月10日 - 15日、シダックスカルチャーホール）川辺すみれ 役
- 演劇集団Z-Lion『裏からGood Schoolへ』（11月20日 - 24日、シアターサンモール）けい 役

2020年
- Uzumeプロデュース公演『青月の影、忘るる雷雲の中に』（2月19日 - 23日、コフレリオ新宿シアター）花香奏子 役
- 『YOSHITSUNE 廻』（5月6日 - 10日、北千住天空劇場）公演延期 - 大姫 役
- 劇団岸野組『十姉妹は大空を舞う夢を見た　〜酔いどれ遊次と五人の女〜』（7月15日 - 19日、下北沢本多劇場）つばめ 役
- 進戯団 夢命クラシックス #24『ファントム・ライセンス』（9月17日 - 20日、シアターサンモール）公演中止 - モカ 役
- ONLINE STAGE『笑うBARへようこそ』（9月19日 - 22日）菜穂 役
- Crea SKETCH 第0回公演 無観客生配信公演『想廻SKETCH』（11月6日 - 8日）華子 役
- 朗読劇『あの星に願いを』再演（11月25日 - 29日、六行会ホール）公演中止 - 山口星羅 役

2021年
- DisGOONie『GHOST WRITER』（1月22日 - 24日、大阪：COOL JAPAN PARK OSAKA WWホール / 1月29日 - 2月7日、東京：EX THEATER ROPPONGI）マリー・テレーズ 役
- 『YOSHITSUNE 廻』（5月26日 - 30日、北千住天空劇場）大姫 役
- 饗宴『ONLY SILVER FISH』（7月14日 - 25日、DisGOONies）アガサ 役
- 進戯団 夢命クラシックス #25『Requiem』（9月30日 - 10月3日、シアターサンモール）井伊直虎 役

2022年
- 舞台『本能寺オテロ』（1月7日 - 11日、コフレリオ新宿シアター）お濃 役
- 朗読劇『いつもポケットにショパン』~2nd lesson~（1月15日、紀伊國屋ホール）須江麻子 役
- 饗宴『chill moratorium』（5月20日 - 26日、DisGOONieS）

2023年
- 朗読劇『人間失格・紅』（12月8日 - 11日、桜花浪漫堂）マダム 役

2025年
- 舞台『タタラの唄姫』（7月19日 - 27日、シアター・アルファ東京） - 雲藤蛍 役

### オリジナルビデオ
- マイティ・レディ ザ・シリーズ （2012年、オペレーター[100]）

### MV
- 「ぺぷらむ」『WISH』（2015年[101]）
- 「MAGIC OF LiFE」『PHANTOM』（2018年[102]）

### その他・マスコットキャラクター
- 「Please & Secret」（Secretちゃん[103]）

## ディスコグラフィ

### シングル
|            | 発売日        | タイトル            | 規格品番                                                      | 規格品番        | オリコン 最高位 |
| 初回限定盤 | 発売日        | タイトル            | 通常盤                                                        |                 | オリコン 最高位 |
| ---------- | ------------- | ------------------- | ------------------------------------------------------------- | --------------- | --------------- |
| 1st        | 2018年4月25日 | ハッピーシンキング! | VPCG-82663(CD+DVD) VPCG-82664(CD+DVD、巻き帯仕様(アニメ絵柄)) | VPCG-82346 (CD) | 16位            |

### アルバム
|            | 発売日        | タイトル                                               | 規格品番                                                                             | 規格品番                              | オリコン 最高位 | 備考                                              |
| 初回限定盤 | 発売日        | タイトル                                               | 通常盤                                                                               |                                       | オリコン 最高位 | 備考                                              |
| ---------- | ------------- | ------------------------------------------------------ | ------------------------------------------------------------------------------------ | ------------------------------------- | --------------- | ------------------------------------------------- |
| 1st        | 2015年10月7日 | First Sweet Wave                                       | VPCG-80674 (CD+DVD、12pフォトブックレット)                                           | VPCG-84996 (CD、8pフォトブックレット) | 5位             | デビューミニアルバム 台湾での発売日は2016年1月8日 |
| 2nd        | 2016年5月4日  | Next Brilliant Wave                                    | VPCG-80679(CD+Blu-ray) VPCG-80680(CD+DVD)                                            | VPCG-83510 (CD)                       | 3位             | 台湾での発売日は2016年6月8日                      |
| 3rd        | 2017年2月1日  | カレンダーのコイビト                                   | VPCG-80688(CD+Blu-ray) VPCG-80689(CD+DVD)                                            | VPCG-83518 (CD)                       | 18位            |                                                   |
| 4th        | 2018年7月25日 | アイナンダ!                                            | VPCG-83530(CD2枚+絵本) VPCG-80697(CD+DVD)                                            | VPCG-83531 (CD)                       | 35位            |                                                   |
| 5th        | 2019年7月17日 | The LIFE                                               | VPCG-80699（CD+BD（さんくっすんBIRTHDAY2019）） VPCG-80700（CD+BD（MV+メイキング）） | VPCG-83538 （CD)                      | 15位            |                                                   |
| ベスト     | 2020年10月7日 | 天然色 Wonder World – Aina Kusuda 5th Anniversary Box- | VPCP-83543(3CD+Blu-ray)                                                              |                                       |                 | 販路限定                                          |

### 配信楽曲
| 配信開始日    | タイトル                     | 販売形態                                      |
| ------------- | ---------------------------- | --------------------------------------------- |
| 2016年11月9日 | ウェルカム・フューチャー     | iTunes, レコチョク, mora配信                  |
| 2017年10月7日 | トドケ ミライ！～2017 ver.～ | iTunes, レコチョク,Google Play Music,mora配信 |

### タイアップ
| 楽曲                     | タイアップ                                                | 時期   |
| ------------------------ | --------------------------------------------------------- | ------ |
| POWER FOR LIFE           | アニメ系情報番組『アニメマシテ』5月オープニングテーマ     | 2016年 |
| ウェルカム・フューチャー | テレビアニメ『CHEATING CRAFT』エンディングテーマ          | 2016年 |
| カレンダーのコイビト     | アニメ系情報番組『アニメマシテ』2月オープニングテーマ     | 2017年 |
| ハッピーシンキング!      | テレビアニメ『レディスポ』テーマ曲                        | 2018年 |
| アイナンダ!              | アニソン音楽番組『アニ✫ステ』7月エンディングテーマ        | 2018年 |
| The LIFE                 | ゲームバラエティ番組『勇者ああああ』7月エンディングテーマ | 2019年 |

### 映像作品
|  | 発売日         | タイトル                                                                                | 規格   | 規格品番   | 備考 |
|  | -------------- | --------------------------------------------------------------------------------------- | ------ | ---------- | --- |
|  | 2015年2月4日   | 姫様の休日 前篇 〜ヴェネチアで女子力向上!〜                                             | DVD    | PCBG-51546 | 女性声優の山口立花子とのイタリア旅行を収録 |
|  | 2015年2月4日   | 姫様の休日 後篇 〜夢をかなえるローマ!〜                                                 | DVD    | PCBG-51547 | |
|  | 2015年8月14日  | 楠田亜衣奈・渡部優衣の気分上等↑↑ RADIO FANDISK                                          | DVD+CD | SSGA-1018  | 番組のご褒美企画による焼肉ロケと番組初の動画回である2015年4月の動画放送分を収録 CDには2014年10月-2015年3月の2クールの放送データを収録         |
|  | 2016年2月10日  | 飯田里穂と楠田亜衣奈のメモリアルジャーニー 〜りぴくす散歩 in LA〜 vol.1                 | DVD    | PCBG-51558 | 女性声優の飯田里穂とのロサンゼルス旅行を収録                                                                                                  |
|  | 2016年2月10日  | 飯田里穂と楠田亜衣奈のメモリアルジャーニー 〜りぴくす散歩 in LA〜 vol.2                 | DVD    | PCBG-51559 | |
|  | 2016年10月8日  | 楠田亜衣奈・渡部優衣の気分上等↑↑ RADIO FANDISK 2                                        | DVD+CD | SSGA-1027  | 番組のご褒美企画による中華料理ロケと100回記念動画回を収録 CDには2015年4月-2015年9月の2クールの放送データを収録                                |
|  | 2016年10月17日 | Eternal Precious Wave aina kusuda 1st live tour "Next Brilliant Wave"@zepptokyo20160528 | BD+CD  | VPXP-79009 | 2016年5月に行った初のライブツアー東京公演2部の模様を収録 CDにはライブ音源の曲が収録                                                           |
|  | 2017年8月11日  | 楠田亜衣奈・渡部優衣の気分上等↑↑×人生道でも飯田里穂 ～おーりとーり石垣～                | DVD    | SSGA-1035  | 2016年5月に行われたSECONDSHOT FESにおけるゲームの優勝特典「地方ロケ券」によって行われた石垣島旅行を収録                                       |
|  | 2017年12月8日  | PERFECT AINA YEAR 2nd LIVE TOUR '17 YEAR♡♡♡♡♡♡♡ ＠Nakano Sunplaza 20170810              | BD+CD  | VPXP-79010 | 2017年6月～8月に開催された全国ツアー『楠田亜衣奈 2nd LIVE TOUR '17 YEAR♡♡♡♡♡♡♡』より、ツアーファイナルの2017年8月10日中野サンプラザ公演を収録 |
|  | 2018年9月21日  | 楠田亜衣奈・渡部優衣の気分上等↑↑ RADIO FANDISK 3                                        | DVD    | SSGA-1053  | 200回記念で放送したBBQの模様を収録 さらに二人の海釣り対決を収録                                                                               |

### キャラクターソング
| 発売日   | 商品名                                                                                      | 歌 | 楽曲                                                         | 備考                                                               |
| 2010年   | 2010年                                                                                      | 2010年 | 2010年                                                       | 2010年                                                             |
| -------- | ------------------------------------------------------------------------------------------- | --- | ------------------------------------------------------------ | ------------------------------------------------------------------ |
| 8月13日  | 僕らのLIVE 君とのLIFE                                                                       | ラブライブ! | 「僕らのLIVE 君とのLIFE」 「 友情ノーチェンジ」              | 『ラブライブ!』関連曲                                              |
| 2011年   |                                                                                             | |                                                              |                                                                    |
| 5月25日  | 知らないLove*教えてLove                                                                     | lily white | 「知らないLove*教えてLove」 「あ・の・ね・が・ん・ば・れ！」 | 『ラブライブ!』関連曲                                              |
| 2012年   |                                                                                             | |                                                              |                                                                    |
| 5月23日  | 乙女式れんあい塾                                                                            | 矢澤にこ（徳井青空）、東條希（楠田亜衣奈） | 「乙女式れんあい塾」                                         | 『ラブライブ!』関連曲                                              |
| 5月23日  | 乙女式れんあい塾                                                                            | 東條希（楠田亜衣奈） | 「純愛レンズ」                                               | 『ラブライブ!』関連曲                                              |
| 4月24日  | 神様と運命革命のパラドクス キャラクターソングアルバム 天使たちの福音〜feat. μ's             | 早乙女リリエル［矢澤にこ（徳井青空）］、竜崎クロウエル［高坂穂乃果（新田恵海）］、白鳥ラナエル［絢瀬絵里（南條愛乃）］、綾小路シェリエル［東條希（楠田亜衣奈）］、東條ネルエル［小泉花陽（久保ユリカ）］ | 「革命ですね？神様！」                                       | ゲーム『神様と運命革命のパラドクス』関連曲                         |
| 4月24日  | 神様と運命革命のパラドクス キャラクターソングアルバム 天使たちの福音〜feat. μ's             | 綾小路シェリエル［東條希（楠田亜衣奈）］ | 「I'll smile for yours」                                     | ゲーム『神様と運命革命のパラドクス』関連曲                         |
| 6月26日  | 微熱からMystery                                                                             | lily white | 「微熱からMystery」 「キミのくせに！」                       | 『ラブライブ!』関連曲                                              |
| 8月28日  | μ's オリジナルソングCD 6                                                                    | 絢瀬絵里（南條愛乃）、東條希（楠田亜衣奈） | 「硝子の花園」                                               | テレビアニメ『ラブライブ!』関連曲                                  |
| 9月18日  | O.P.E.N FANTASY                                                                             | Please&Secret | 「O.P.E.N FANTASY」 「未来は…Love&Peace」                    | 『台湾7-ELEVEN』関連曲                                             |
| 2014年   |                                                                                             | |                                                              |                                                                    |
| 4月16日  | きみのココロに…                                                                             | Please&Secret | 「きみのココロに…」 「恋する惑星」                           | 『台湾7-ELEVEN』関連曲                                             |
| 6月11日  | Love wing bell/Dancing stars on me!                                                         | 星空凛（飯田里穂）、西木野真姫（Pile）、小泉花陽（久保ユリカ）、絢瀬絵里（南條愛乃）、東條希（楠田亜衣奈）、矢澤にこ（徳井青空）                                                                         | 「Love wing bell」                                           | テレビアニメ『ラブライブ！第2期』挿入歌                            |
| 6月11日  | Love wing bell/Dancing stars on me!                                                         | μ's | 「Dancing stars on me!」                                     | テレビアニメ『ラブライブ！第2期』挿入歌                            |
| 9月18日  | テレビアニメ『ラブライブ!』第2期Blu-ray第7巻特典CD                                          | 東條希（楠田亜衣奈） | 「もしもからきっと」                                         | テレビアニメ『ラブライブ！第2期』関連曲                            |
| 11月26日 | 秋のあなたの空遠く                                                                          | lily white | 「秋のあなたの空遠く」 「ふたりハピネス」                    | ゲーム『ラブライブ! スクールアイドルフェスティバル』関連曲         |
| 12月10日 | あしたへ咲く花                                                                              | Please&Secret | 「あしたへ咲く花」 「BEST FRIENDS」                          | 『台湾7-ELEVEN』関連曲                                             |
| 12月25日 | テレビアニメ『ラブライブ!』（2期）ソフマップ全巻購入特典CD                                  | lily white | 「同じ星が見たい」                                           | テレビアニメ『ラブライブ!』関連曲                                  |
| 2015年   |                                                                                             | |                                                              |                                                                    |
| 5月20日  | はじまりは隣の席でした                                                                      | にゅるズ | 「はじまりは隣の席でした」 「全力でアイドルです!!」          | テレビアニメ『にゅるにゅる!!KAKUSENくん2期』主題歌                 |
| 5月23日  | ラブライブ!The School Idol Movie特典付前売券第3弾 ユニットシングルlily white 乙姫心で恋宮殿 | lily white | 「乙姫心で恋宮殿」                                           | 『ラブライブ!』関連曲                                              |
| 6月17日  | VOCALIZE / twin cherry                                                                      | テンショウ（楠田亜衣奈）、ツクヨ（渡部優衣） | 「VOCALIZE」 「twin cherry」                                 | ゲーム『ブレイドクロニクル』関連曲                                 |
| 7月8日   | SUNNY DAY SONG/?←HEARTBEAT                                                                  | μ's | 「SUNNY DAY SONG」                                           | 劇場アニメ『ラブライブ!The School Idol Movie』挿入歌               |
| 7月8日   | SUNNY DAY SONG/?←HEARTBEAT                                                                  | 絢瀬絵里（南條愛乃）、東條希（楠田亜衣奈）、矢澤にこ（徳井青空） | 「?←HEARTBEAT」                                              | 劇場アニメ『ラブライブ!The School Idol Movie』挿入歌               |
| 9月23日  | 光る海のまんなかで                                                                          | すう子（楠田亜衣奈） | 「光る海のまんなかで」                                       | テレビアニメ『ミリオンドール』挿入歌                               |
| 2016年   |                                                                                             | |                                                              |                                                                    |
| 3月30日  | 双葉                                                                                        | テンショウ（楠田亜衣奈）、ツクヨ（渡部優衣） | 「双葉」 「シュガーリー ア・ラ・モード」 「FREYA」           | ゲーム『ブレイドクロニクル』関連曲                                 |
| 10月26日 | りるりるわんだふるがーる！                                                                  | フラワーフェアリルズ | 「りるりるわんだふるがーる！」 「イケメンジョダンス」        | テレビアニメ『リルリルフェアリル〜妖精のドア〜』エンディングテーマ |
| 2019年   |                                                                                             | |                                                              |                                                                    |
| 1月29日  | 川辺すみれ脳内ソングアルバム『NAWSON』                                                      | 川辺すみれ（楠田亜衣奈）、宮沢賢吾（代永翼） | 「sweet confession」                                         | 朗読劇『リブラ！〜Living in her Brain〜』劇中歌                    |
| 1月29日  | 川辺すみれ脳内ソングアルバム『NAWSON』                                                      | 川辺すみれ（楠田亜衣奈）、宮沢賢吾（峰岸佳） | 「sweet confession」                                         | 朗読劇『リブラ！〜Living in her Brain〜』劇中歌                    |
| 1月29日  | 川辺すみれ脳内ソングアルバム『NAWSON』                                                      | 川辺すみれ（楠田亜衣奈）、高松総二郎（内匠靖明） | 「face」                                                     | 朗読劇『リブラ！〜Living in her Brain〜』劇中歌                    |
| 1月29日  | 川辺すみれ脳内ソングアルバム『NAWSON』                                                      | 川辺すみれ（楠田亜衣奈） | 「now regret」                                               | 朗読劇『リブラ！〜Living in her Brain〜』劇中歌                    |
| 1月29日  | 川辺すみれ脳内ソングアルバム『NAWSON』                                                      | 川辺すみれ（楠田亜衣奈）、宮沢賢吾（代永翼）、高松総二郎（森嶋秀太）、クラウン（西墻由香） | 「幸せの野うさぎ」                                           | 朗読劇『リブラ！〜Living in her Brain〜』劇中歌                    |
| 1月29日  | 川辺すみれ脳内ソングアルバム『NAWSON』                                                      | 川辺すみれ（楠田亜衣奈）、宮沢賢吾（峰岸佳）、高松総二郎（森田則昭）、クラウン（岡林史泰） | 「幸せの野うさぎ」                                           | 朗読劇『リブラ！〜Living in her Brain〜』劇中歌                    |
| 9月10日  | 川辺すみれ脳内ソングアルバムⅡ『ボクラ』                                                     | 川辺すみれ（楠田亜衣奈）、宮沢賢吾（小林大紀） | 「sweet confession」                                         | 朗読劇『リブラ！〜the Lie for Bracing you〜』劇中歌                |
| 9月10日  | 川辺すみれ脳内ソングアルバムⅡ『ボクラ』                                                     | 川辺すみれ（楠田亜衣奈）、高松総二郎（森嶋秀太） | 「face」                                                     | 朗読劇『リブラ！〜the Lie for Bracing you〜』劇中歌                |
| 9月10日  | 川辺すみれ脳内ソングアルバムⅡ『ボクラ』                                                     | 川辺すみれ（楠田亜衣奈）、高松総二郎（坂井虎徹） | 「face」                                                     | 朗読劇『リブラ！〜the Lie for Bracing you〜』劇中歌                |
| 9月10日  | 川辺すみれ脳内ソングアルバムⅡ『ボクラ』                                                     | 川辺すみれ（楠田亜衣奈） | 「now regret」                                               | 朗読劇『リブラ！〜the Lie for Bracing you〜』劇中歌                |
| 9月10日  | 川辺すみれ脳内ソングアルバムⅡ『ボクラ』                                                     | 川辺すみれ（楠田亜衣奈）、宮沢賢吾（峰岸佳）、高松総二郎（坂井虎徹）、クラウン（岡林史泰） | 「幸せの野うさぎ」                                           | 朗読劇『リブラ！〜the Lie for Bracing you〜』劇中歌                |
| 9月10日  | 川辺すみれ脳内ソングアルバムⅡ『ボクラ』                                                     | 川辺すみれ（楠田亜衣奈）、クラウン（岡林史泰） | 「Like a Braver」                                            | 朗読劇『リブラ！〜the Lie for Bracing you〜』劇中歌                |
| 2020年   |                                                                                             | |                                                              |                                                                    |
| 6月26日  | ミリオンドール 第6巻付属ドラマCD「ミリオンドールnextbeat」                                  | すう子（楠田亜衣奈） | 「next city beat」                                           | 漫画『ミリオンドール』関連曲                                       |
| 10月25日 | アイショタ idol show time４                                                                 | Lùcifer | 「GIANT KILLéR」                                             | ドラマCD『アイショタ idol show time４』劇中歌                      |
| 2021年   |                                                                                             | |                                                              |                                                                    |
| 8月12日  | アイショタ idol show time５                                                                 | Lùcifer | 「TRICK STAR」                                               | ドラマCD『アイショタ idol show time５』劇中歌                      |

## 書籍

### 写真集
- Pile&AINA 1st写真集 girl meets girl（2014年、メディアボーイMOOK） ISBN 978-4-86388-165-5
- 楠田亜衣奈ファーストソロ写真集 くすくすくっすん（2015年、ぽにきゃんBOOKS）ISBN 978-4-86529-118-6
- Los! Los! くっすん！ in LA[110]（2016年、ポニーキャニオン）ISBN 978-4-86529-177-3